# شین کوساکا
شین کوساکا (انگلیسی: Shin Kusaka؛ زادهٔ ۱۹۷۹) بازیگر، و بازیگر سینما اهل ژاپن است.